# 起
起（おこし）は、愛知県一宮市の地名。

## 地理

### 字一覧
- 河田揚（かわだあげ）[WEB 6]
- 下町（しもまち）[WEB 6]
- 堤町（つつみまち）[WEB 6]
- 西茜屋（にしあかねや）[WEB 6]
- 西生出（にしはいで）[WEB 6]
- 東茜屋（ひがしあかねや）[WEB 6]
- 本陣山（ほんじんやま）[WEB 6]
- 用水添（ようすいぞえ）[WEB 6]
- 用水東（ようすいひがし）[WEB 6]
- 与三ケ巻（よさがまき）[WEB 6]

### 河川・池沼
- 木曽川

### 交通
- 愛知県道18号大垣一宮線
- 愛知県道129号一宮津島線
- 愛知県道136号一宮清須線
- 美濃路

### 施設
- リファインバース一宮工場
- 大明神社
- 一宮市立起保育園
- 尾西起郵便局
- 一宮市立起小学校
- 起児童館
- 一宮市尾西歴史民俗資料館
- 旧湊屋
- 徳行寺
- 金刀比羅社
- 渡辺家住宅

- 一宮市尾西歴史民俗資料館
- 旧林家住宅
- 旧湊屋
- 徳行寺
- 大明神社
- 一宮市立起小学校
- 金刀比羅社
- 渡辺家住宅

## 歴史

### 人口の変遷
国勢調査による人口および世帯数の推移。
| 1995年（平成7年）  | 1181世帯 3602人 |  |
| 2000年（平成12年） | 1232世帯 3568人 |  |
| 2005年（平成17年） | 1199世帯 3268人 |  |
| 2010年（平成22年） | 1220世帯 3257人 |  |
| 2015年（平成27年） | 1235世帯 3195人 |  |
| 2020年（令和2年）  | 1284世帯 3139人 |  |

### WEB
1. ↑  “愛知県一宮市の町丁・字一覧”.   人口統計ラボ. 2024年4月20日閲覧。
2. 1 2  総務省統計局 (2022年2月10日). “令和2年国勢調査の調査結果(e-Stat) - 男女別人口，外国人人口及び世帯数－町丁・字等” (CSV). 2023年8月2日閲覧。
3. ↑  “読み仮名データの促音・拗音を小書きで表記するもの(zip形式) 愛知県” (zip).   日本郵便 (2024年2月29日). 2024年3月26日閲覧。
4. ↑  “市外局番の一覧” (PDF).   総務省 (2022年3月1日). 2022年3月22日閲覧。
5. ↑  “ナンバープレートについて”.   一般社団法人愛知県自動車会議所. 2024年1月21日閲覧。
6. 1 2 3 4 5 6 7 8 9 10  “愛知県一宮市起の住所一覧”.   ゼンリン. 2024年7月23日閲覧。
7. ↑  総務省統計局 (2014年3月28日). “平成7年国勢調査の調査結果(e-Stat) - 男女別人口及び世帯数 －町丁・字等” (CSV). 2021年7月20日閲覧。
8. ↑  総務省統計局 (2014年5月30日). “平成12年国勢調査の調査結果(e-Stat) - 男女別人口及び世帯数 －町丁・字等” (CSV). 2021年7月20日閲覧。
9. ↑  総務省統計局 (2014年6月27日). “平成17年国勢調査の調査結果(e-Stat) - 男女別人口及び世帯数 －町丁・字等” (CSV). 2021年7月21日閲覧。
10. ↑  総務省統計局 (2012年1月20日). “平成22年国勢調査の調査結果(e-Stat) - 男女別人口及び世帯数 －町丁・字等” (CSV). 2021年7月21日閲覧。
11. ↑  総務省統計局 (2017年1月27日). “平成27年国勢調査の調査結果(e-Stat) - 男女別人口及び世帯数 －町丁・字等” (CSV). 2021年7月21日閲覧。